# Wemhöner (Unternehmen)

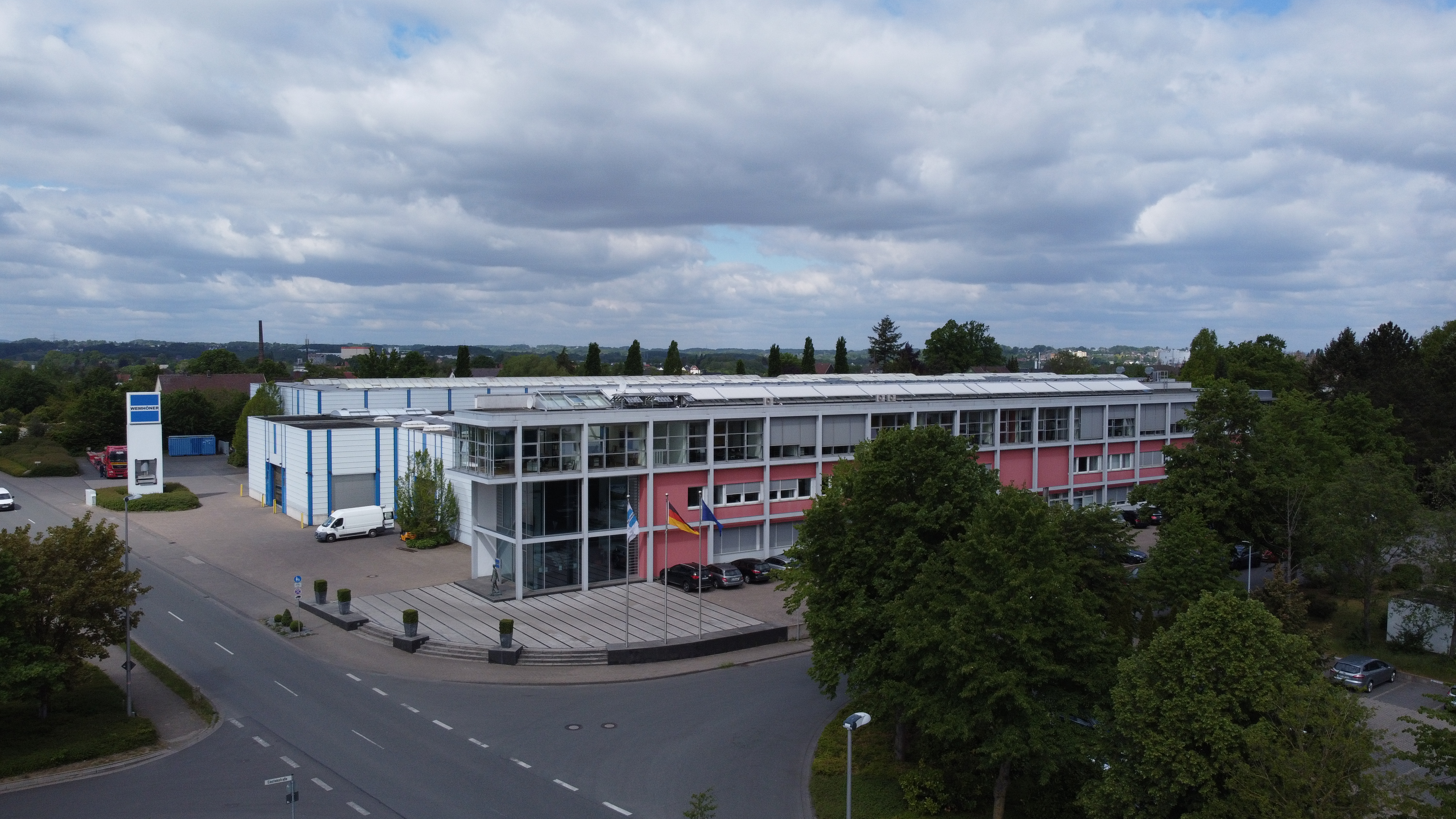
Wemhöner Verwaltung Herford

Die Wemhöner Surface Technologies GmbH & Co. KG in Herford ist ein Hersteller von Maschinen und Anlagen für die Veredelung von Holzwerkstoffen. Im Bereich Kurztaktpressenanlagen für Dekorplatten und Laminatböden sowie Durchlaufpressenanlagen zum Beschichten von beleimten, plattenförmigen Trägermaterialien ist die Firma weltweit Technologieführer.

## Unternehmensgeschichte
Gegründet wurde die Firma 1925 von Heinrich Wemhöner. Damals handelte es sich um einen Handwerksbetrieb, der sich durch die aufblühende Möbelindustrie schnell als Zulieferer für entsprechende Spezialmaschinen und Anlagen entwickelte. Das erste Serienprodukt war jedoch eine kleine Wurstmaschine für die damals weit verbreitete Hausschlachterei.
In den 1930er Jahren folgten Handspindelfurnier- und Rahmenverleimpressen und als erste bedeutende Entwicklung kam die Tellerschleifmaschine auf den Markt.
In den 1950er Jahren traten die Söhne Heinrich Wemhöners in das Unternehmen ein.
1951 spezialisierte sich der älteste Sohn, Heinrich Wemhöner jun., auf den Bereich Pressen für die Holz- und holzverarbeitende Industrie. 1964 stellte das Unternehmen die erste vollverkettete Maschinenstraße auf der Hannover-Messe aus. Für die Serienmöbelindustrie war die Verkettung von einzelnen Maschinen zu Straßen von erheblicher Bedeutung.
Im Jahre 1960 wurde die Kurztakt-Durchlaufpresse mit Bandtablettbeschickung von dem Erfinder Heinrich Wemhöner als Patent eingetragen.
1979 trat Heiner Wemhöner in der dritten Generation in das Unternehmen ein. 1987 wurde er geschäftsführender Gesellschafter.
2005 wurde eine Tochtergesellschaft in China gegründet. Im Jahr 2007 eröffnete Wemhöner eine Produktionsstätte in Changzhou in der Provinz Jiangsu und verdoppelte deren Kapazität im Jahr 2010. 2021 wurde ebenfalls in der Provinz Jiangsu ein zweites Werk eingeweiht.
Bevor das Unternehmen den Namen Wemhöner Surface Technologies GmbH & Co. KG erhielt, firmierte es unter anderem unter Wemhöner GmbH & Co.KG Maschinenfabrik.

## Produkte
Das Unternehmen produziert Kurztaktpressenanlagen, 3D-Pressenanlagen, Druck- und Lackieranlagen, Durchlaufpressenanlagen sowie weitere Sonderanlagen.

## Standorte
Der Stammsitz des Unternehmens befindet sich im Süden der Stadt Herford im Gewerbegebiet Heidsiek in der Altstädter Feldmark an der B 239, die direkt zur Bundesautobahn 2 führt.
Zwei weitere Produktionsbetriebe, die Wemhöner (Changzhou) Machinery Manufacturing, befinden sich in Changzhou in China, etwa zwei Autostunden von Shanghai entfernt.
Wemhöner betreibt ein weltweites Vertriebsnetz.

## Unternehmensdaten
Im Jahr 2023 betrug der Umsatz 190 Millionen Euro. Das Unternehmen beschäftigte im Jahr 2023 weltweit etwa 500 Mitarbeiter, davon 300 in Herford.

## Heiner Wemhöner

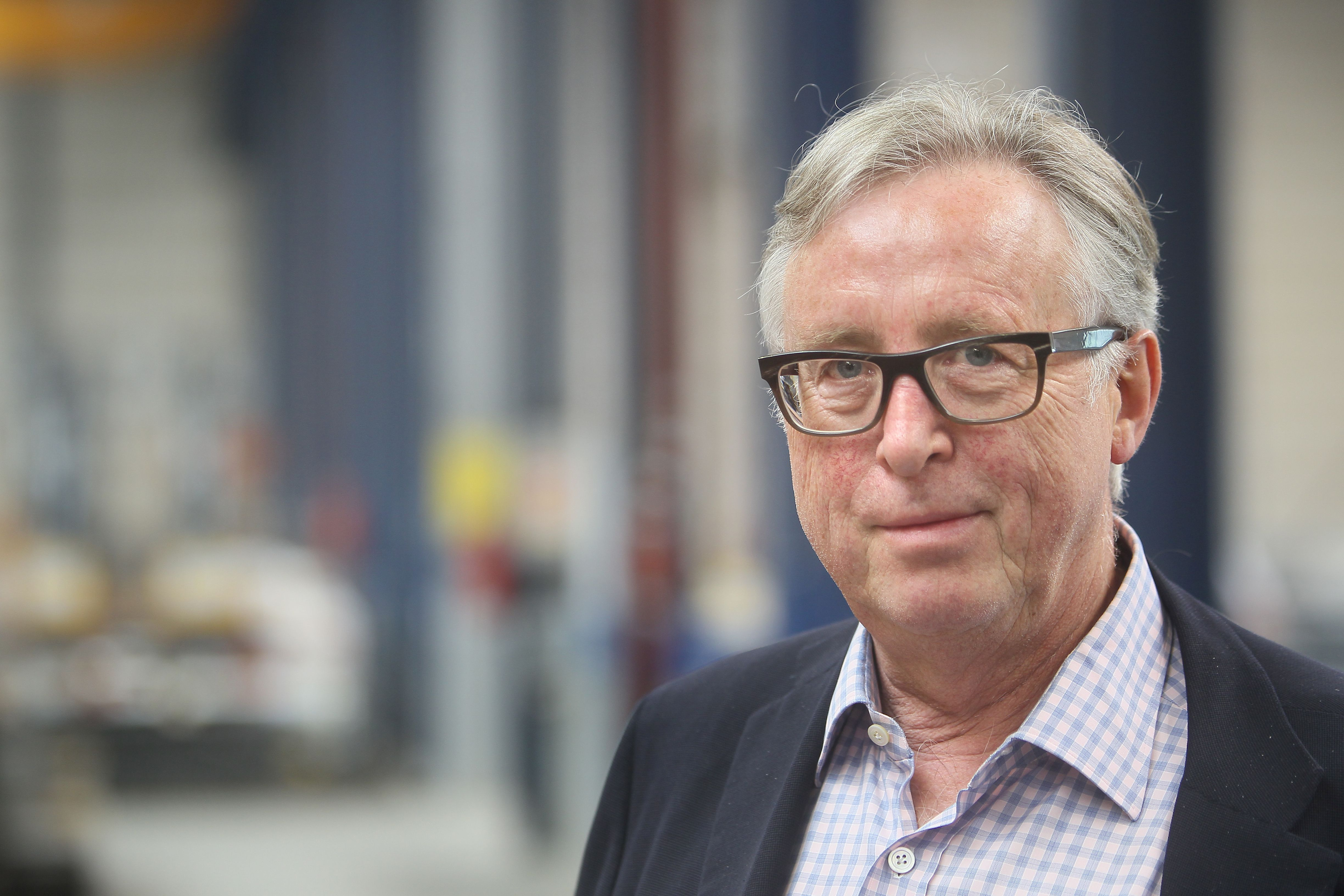
Heiner Wemhöner

Heiner Wemhöner ist ein bedeutender Kunstsammler. Darüber hinaus ist er Ehrenbürger der chinesischen Stadt Changzhou und seit 2021 auch Ehrenbürger der Stadt Herford.

## Wemhöner Systems Technologies
Zur Wemhöner-Familie gehörte auch die Wemhöner Systems Technologies AG, die im Jahr 2010 Insolvenz anmelden musste und geschlossen wurde. Die Firma, die Maschinen für die Herstellung von Dämmstoffen, Fußböden, Holzwerkstoffen und Reifen produzierte, hatte ihre Wurzeln in den 1920er Jahren. Sie hatte ihren Sitz am Herforder Hasenbrink, hieß zunächst Wemhöner Anlagen GmbH und anschließend Wemhöner Systems Technologies GmbH. 2008 wurde das Unternehmen verkauft und anschließend in eine AG umgewandelt. Kurz vor der Schließung erhielt die Firma im Jahr 2010 den Namen Wemhöner Systems AG.